# An toàn cho nhà báo

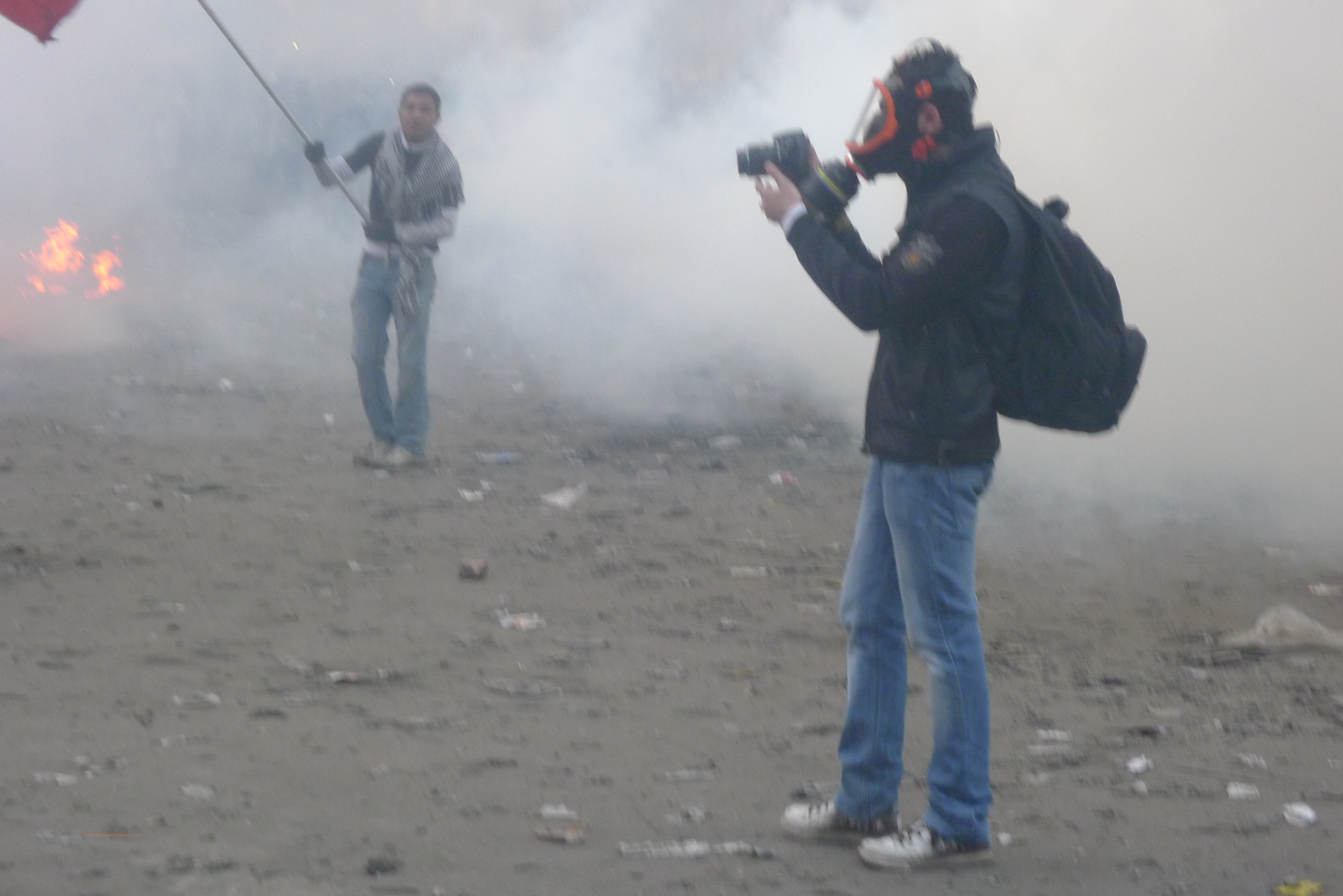
Một nhà báo đang đeo mặt nạ phòng độc

Sự an toàn cho các nhà báo bao gồm khả năng tiếp nhận, sản xuất và chia sẻ thông tin mà các nhà báo không phải đối mặt với các mối đe dọa về thể chất hoặc đạo đức. Đây là một khái niệm phức tạp vượt ra ngoài phạm vi an toàn thể xác và đi sâu vào những mối nguy hiểm khác nhau mà các nhà báo có thể gặp phải khi thực hiện quyền cơ bản về tự do ngôn luận.
Nhà báo có thể phải đối mặt với bạo lực và đe dọa khi thực hiện quyền tự do ngôn luận cơ bản của mình. Một loạt các mối đe dọa mà họ phải đối mặt bao gồm bị sát hại, bắt cóc, bắt giữ làm con tin, quấy rối trên mạng và ngoài đời, đe dọa, cưỡng bức mất tích, giam giữ và tra tấn tùy tiện. Các nhà báo nữ cũng phải đối mặt với những mối nguy hiểm cụ thể và đặc biệt dễ bị tấn công tình dục, từ hình thức xâm phạm tình dục có chủ đích—thường là để trả thù vì công việc của họ; đến bạo lực tình dục tập thể nhằm vào các nhà báo đang đưa tin về các sự kiện công cộng; hoặc lạm dụng tình dục các nhà báo đang bị tạm giam hoặc bị cầm tù. Nhiều tội ác trong số này không được báo cáo do sự kỳ thị khắc nghiệt về văn hóa và nghiệp vụ.
Càng ngày, các nhà báo, đặc biệt là các nhà báo nữ, càng phải đối mặt với tình trạng bị sỉ nhục và quấy rối trực tuyến, điển hình như diễn ngôn thù ghét, bắt nạt trên mạng, rình rập trên mạng, làm lộ địa chỉ sinh sống, troll, làm nhục công khai, đe dọa và dọa giết.